# عمارة الدامرجي
عمارة الدامرجي، بناية تراثية من معالم مدينة بغداد، بنيت في 1946 م. على يد رجل الأعمال العراقي عبدالهادي الدامرجي، بعد هدم خان البرزنلي الذي كان يشغل أرض البناية، عندما انتهى بناءها عام 1948 م كانت العمارة أعلى مبنى تم تشييده في العراق وقتها، وتألفت من ستت طوابق.
أهداها عبدالهادي الدامرجي الى شقيقه محمد، وعرفت بإسمه ثم اشتراها ابن عمهم رجل الأعمال العراقي الحاج عباس طلقه الدامرجي

## التشييد
وفقاً للمؤرخ الممعماري د. خالد السلطاني في كتابه رؤى معمارية فإن الدامرجي استعان بشركات هندسية مصرية لبناء العمارة، لأن البناء متعدد الطوابق غير معتاد في العراق. لكن عمل الشركات المصرية لم يدم طويلاً فبعد نصب الأساسات تولى البناء المهندس العراقي نيازي داوود فتو. الذي واجه مشاكل كبير مع المياه الجوفية التي كانت تغمر المبنى باستمرار، حتى أطلق على العمارة اسم (العمارة الغطاسة).

## في الخيال الشبعي
أصبحت عمارة الدامرجي مضرباً للأمثال في الخيال الشعبي البغدادي لوصف الشيء الضخم والعجيب، فيقال لمن يستغرق وقتاً طويلاً في البناء: (هل تبني عمارة الدامرجي؟!).
وهناك اسطورة شعبية تقول أن الشخص الذي يرتدي العقال، إذا رأى قمة العمارة يسقط عقاله لأن رأسه يميل بسبب أرتفاعها العالي.